# Nejepín

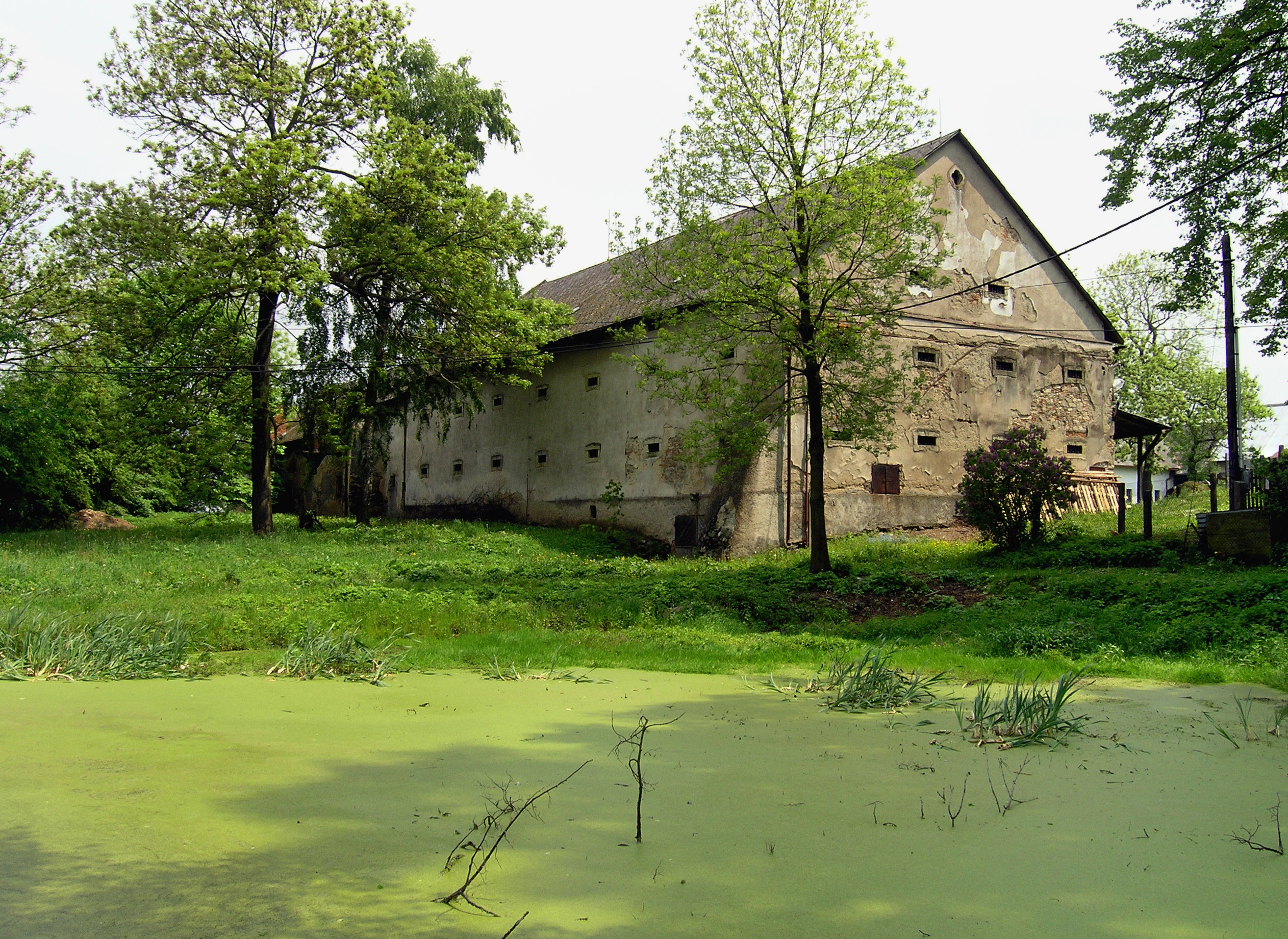
Speicher des Gutshofes

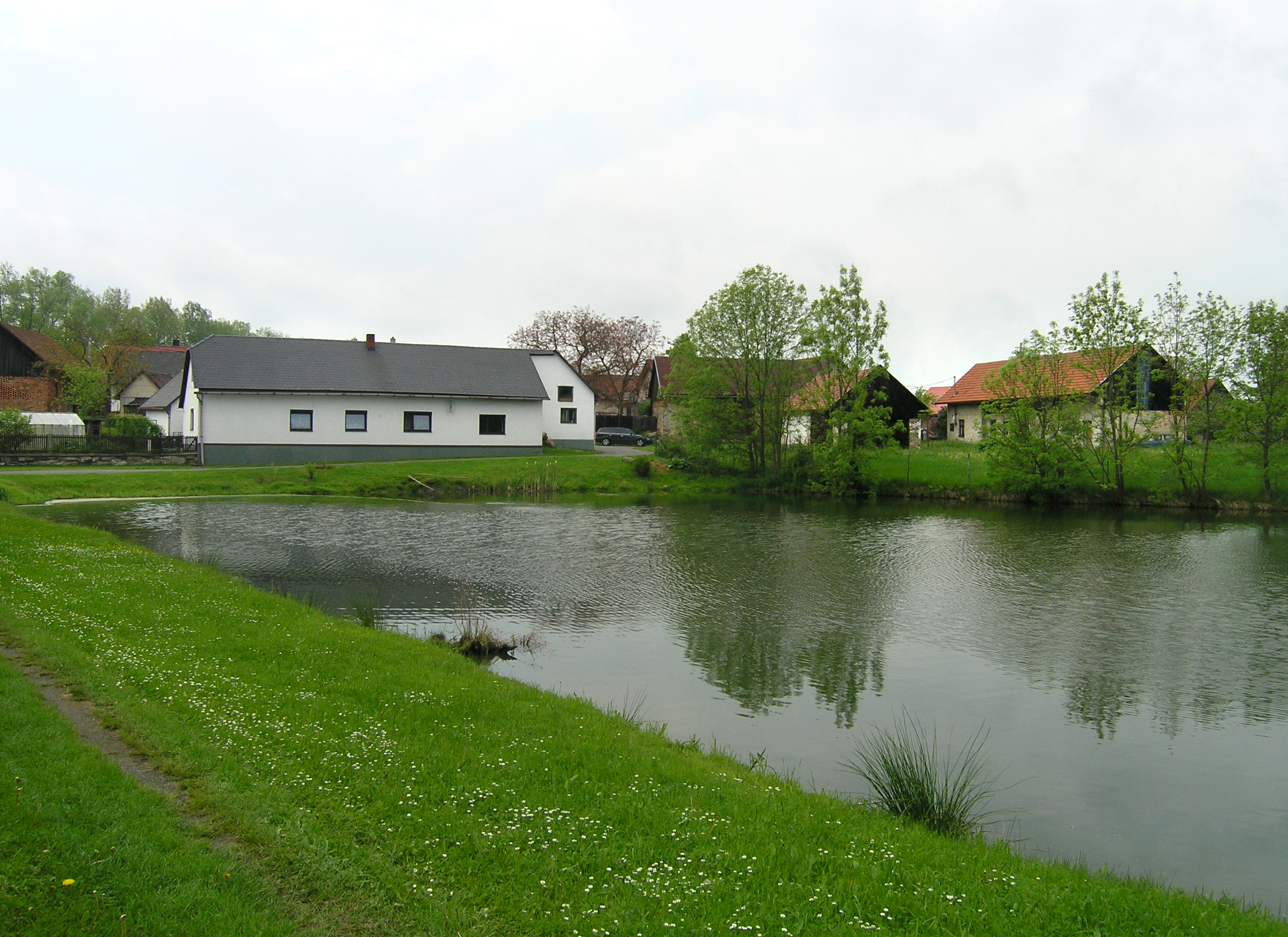
Pivovarský rybník

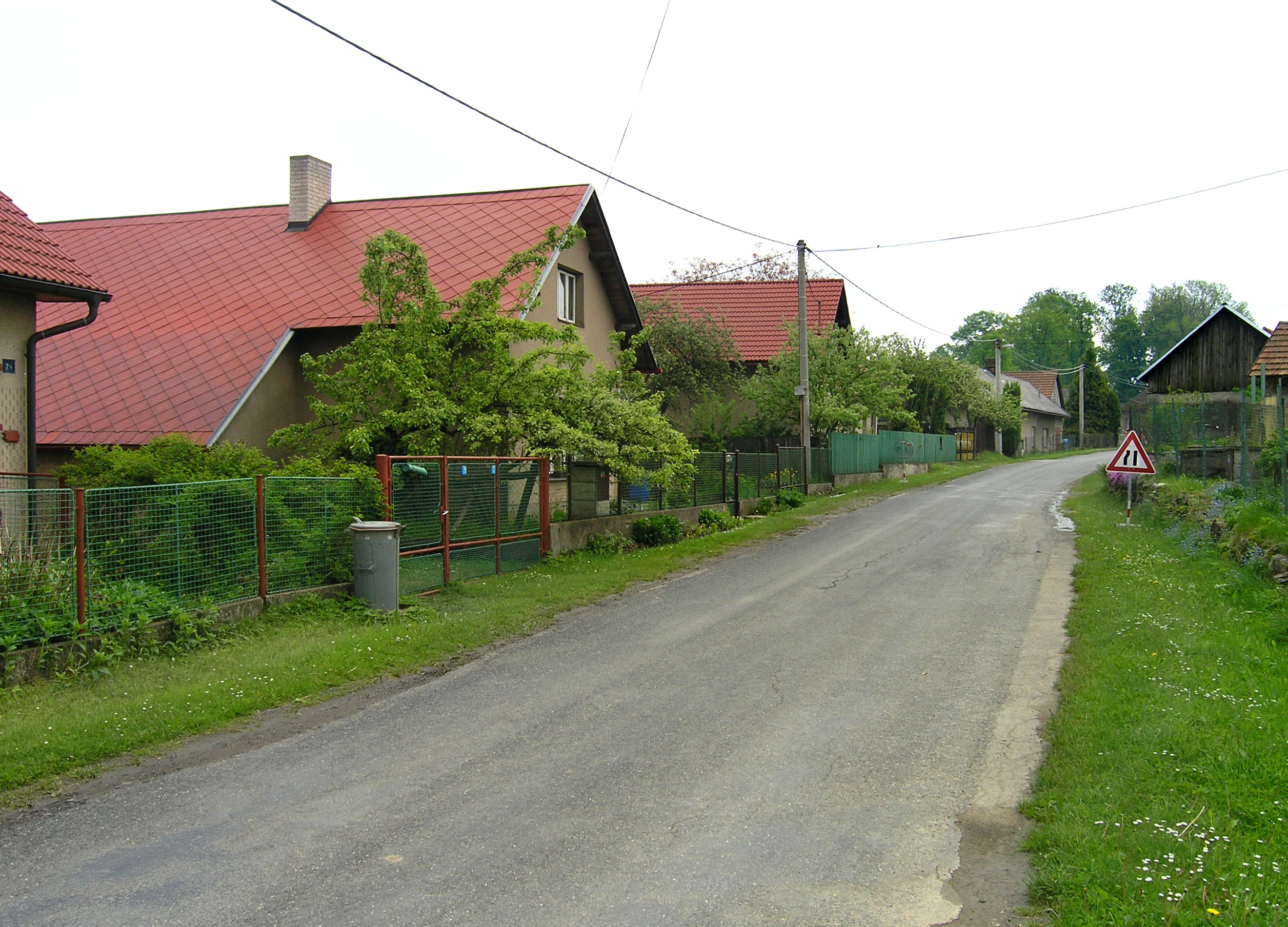
Häuserzeile im nördlichen Teil

Nejepín (deutsch Nejepin) ist eine Gemeinde in Tschechien. Sie liegt sechs Kilometer nordwestlich von Chotěboř und gehört zum Okres Havlíčkův Brod.

## Geographie
Nejepín befindet sich in der Hornosázavská pahorkatina (Hügelland an der oberen Sázava). Nordwestlich des Dorfes entspringen die Bäche Nejepínský potok und Hostačovka, westlich der Vepříkovský potok. Im Norden erhebt sich der Na Kršince (525 m n.m.), südlich der Za Stodolami (539 m n.m.) und im Nordwesten der Kubík (535 m n.m.). Nördlich des Dorfes erstreckt sich eine Kaskade von fünf Teichen. Gegen Nordosten liegt die Ortswüstung Střítež.
Nachbarorte sind Tři Dvory, Uhelná Příbram, Strakov, Pukšice und Rouzeň im Norden, Nový Dvůr und Nová Ves u Chotěboře im Nordosten, Skuhrovec, Perno und Kohoutov im Osten, Klouzovy, Nový Dvůr und Smíchov im Südosten, Rankov, Zálesí und Jilem im Süden, Květinov, Kámen, Jiříkov und Jedlina im Südwesten, Vepříkov im Westen sowie Leškovice und Jarošov im Nordwesten.

## Geschichte
Die erste urkundliche Erwähnung von Negepin erfolgte 1488 in der Landtafel als Sitz des Urban von Negepin. Seine Nachfahren, die sich auch von Nepijn bzw. von Nepin nannten, hielten das Gut bis ins 16. Jahrhundert. Der heutige Name Nejepín lässt sich seit dem 17. Jahrhundert nachweisen. In dieser Zeit wechselten die Besitzer des Gutes oftmals, zu ihnen gehörten Kašpar Slavkovský von Šonov und Skalice, Rudolf Felix Měnický von Červený Ves sowie im ersten Drittel des 18. Jahrhunderts Johann Baptist von Kaiserstein auf Žleby und Příbram, der das Gut mit Příbram zusammenschloss. In den 1720er Jahren erwarb Jan Matyáš Amcha von Borovnice das Gut Nejepín. Der nachfolgende Grundherr, Karl Zadubský von Schönthal, verkaufte das einzig aus dem gleichnamigen Dorf bestehende Gut 1746 an Anna Maria Bernes von Rosana, geborene Gräfin Desfours. Sie vererbte Nejepín testamentarisch am 25. September 1765 ihrem zweiten Mann Wenzel Peter Dobrženský von Dobrženitz. Dieser vereinigte das Gut mit seinen Besitzungen Úhrov und Příbram. 1783 erbte dessen Bruder Johann Joseph Dobrženský († 1796) die drei Güter. Dessen Söhne teilten 1807 im Erbvergleich ihren Besitz: Johann Wenzel Dobrženský erhielt Dobřenice und Neděliště, sein Bruder Prokop Úhrov, Nejepín und Příbram. 1815 vererbte Prokop Dobrženský von Dobrženitz die Güter seinem Sohn Wenzel Peter.
Im Jahre 1840 bestand das im Caslauer Kreis gelegene Dorf Negepin aus 37 Häusern, in denen 260 Personen, darunter eine jüdische Familie lebten. Im Ort gab es ein kleines obrigkeitliches Schlösschen, einen dominikalen Meierhof, ein dominikales Branntweinhaus und ein Wirtshaus. Zu Negepin konskribiert waren die Einschichten Střiteř bzw. Třiteř (ein obrigkeitlicher Schafstall und ein Hegerhaus), Smichow (ein obrigkeitlicher Schafstall und ein Wirtshaus), Kwětinow (ein obrigkeitliches Hegerhaus), Hlužicka (ein Bauernhaus) sowie die Smichower Mühle mit einem Bauernhof und einer Chaluppe. Im Wald bei Střiteř befand sich ein als Nedřal bezeichnetes altes Gemäuer, das eine Ritterburg gewesen sein soll, von der in der Mitte des 18. Jahrhunderts noch große Keller zugänglich waren. Pfarrort war Přibram, der Amtssitz in Auhrow. Bis zur Mitte des 19. Jahrhunderts blieb Negepin dem Gut Auhrow samt Přibram und Negepin untertänig.
Nach der Aufhebung der Patrimonialherrschaften bildete Nejepín ab 1849 eine Gemeinde im Gerichtsbezirk Chotěboř. Im Jahre 1850 erreichte Nejepín mit 284 Einwohnern seine höchste Bevölkerungszahl. Ab 1868 gehörte der Ort zum Bezirk Chotěboř. 1869 hatte Nejepín 276 Einwohner und bestand aus 42 Häusern. Im Jahre 1900 lebten in Nejepín 222 Menschen, 1910 waren es 219. 1930 hatte Nejepín 206 Einwohner und bestand aus 39 Häusern. Seit der Gebietsreform von 1960 gehört die Gemeinde zum Okres Havlíčkův Brod. Im Jahre 1961 erfolgte die Eingemeindung von Klouzovy. Am 30. April 1976 wurde das Dorf nach Chotěboř eingemeindet. Nejepín löste sich zum 24. November 1990 wieder von Chotěboř los und bildet eine eigene Gemeinde. Beim Zensus von 2001 lebten in den 34 Häusern der Gemeinde 64 Personen.

## Gemeindegliederung
Für die Gemeinde Nejepín sind keine Ortsteile ausgewiesen. Zu Nejepín gehören die Einschichten Smíchov (Smichow) und Zálesí (Hilak).

## Sehenswürdigkeiten
- Schloss Nejepín, der schlichte Bau mit Mansarddach wurde im 18. Jahrhundert anstelle eines gezimmerten Herrenhauses mit Schindeldach errichtet. Nach dem Februarumsturz von 1948 wurden das der Familie Dobrženský gehörige Gut und Schloss konfisziert und verstaatlicht. Danach wurde es durch die JZD genutzt. Nach der Samtenen Revolution 1989 wurde das Schloss an Jan Dobrženský rückübertragen und dient heute zu Wohnzwecken.
- Barocke Statue des hl. Johannes von Nepomuk, errichtet 1730 für Jan Matyáš Amcha von Borovnice. Der Sockel trägt das Wappenrelief der Amcha von Borovnice – einen fünfzinkigen Striegel.
- Glockenturm
- Gusseisernes Kreuz, am nördlichen Ortsrand